# Paramon (Gołubka)
Paramon, imię świeckie Fiodor Michajłowicz Gołubka (ur. 26 czerwca 1977 w Uhle) – biskup Rosyjskiego Kościoła Prawosławnego.

## Życiorys
W 1997 ukończył seminarium duchowne w Moskwie. Jako uczeń ostatniego roku wstąpił jako posłusznik do ławry Troicko-Siergijewskiej. Wieczyste śluby mnisze złożył 30 marca 1998 na ręce namiestnika ławry, archimandryty Teognosta, przyjmując imię zakonne Paramon na cześć św. Paramona z Bitynii. 23 lipca 1998 w cerkwi Złożenia Szaty Chrystusa Zbawiciela w Moskwie został wyświęcony na hierodiakona przez biskupa oriechowo-zujewskiego Aleksego. Święcenia kapłańskie przyjął 14 października 2000 w cerkwi Opieki Matki Bożej na terenie monasteru Opieki Matki Bożej w Chot´kowie z rąk patriarchy moskiewskiego i całej Rusi Aleksego II. 
W 2001 został skierowany do pracy duszpasterskiej w eparchii jużnosachalińskiej, w soborze Zmartwychwstania Pańskiego w Jużnosachalińsku. Dwa lata później otrzymał godność ihumena. W 2010 wrócił do ławry Troicko-Siergijewskiej, gdzie pozostał przez dwa lata, służąc równocześnie w cerkwi Narodzenia Matki Bożej w Moskwie-Kapotni (2011–2012) i w cerkwi Świętych Piotra i Pawła w Moskwie-Lefortowie. 
W lipcu 2012 Święty Synod mianował go namiestnikiem stauropigialnego monastyru Dońskiego. 22 października 2015 otrzymał nominację na biskupa bronnickiego, wikariusza eparchii moskiewskiej. W związku z tą nominacją 27 października został podniesiony do godności archimandryty. Chirotonia biskupia odbyła się 2 grudnia 2015 w soborze Chrystusa Zbawiciela w Moskwie, pod przewodnictwem patriarchy moskiewskiego i całej Rusi Cyryla.
26 lutego 2019 r. został namiestnikim ławry Troicko-Siergijewskiej, z jednoczesną zmianą tytułu na „biskup siergijewo-posadski”. 
W 2020 r. Święty Synod zwolnił go z urzędu namiestnika ławry, zmieniając jego tytuł na „biskup naro-fomiński” i kierując go do dalszej służby w charakterze wikariusza eparchii moskiewskiej miejskiej.
W 2023 r. został ordynariuszem eparchii gorodieckiej.